# Сенигов, Иосиф Петрович
Иосиф Петрович Сенигов (1859—?) — русский историк.

## Биография
Родился в 1859 году. Получив первоначальное домашнее образование, в 1873 году поступил в 3-ю Санкт-Петербургскую военную гимназию, которую с отличием окончил в 1878 году. В 1879 году сдал экзамен на аттестат зрелости в 3-й Санкт-Петербургской гимназии. Осенью того же года поступил на историко-филологический факультет Санкт-Петербургского университета, который окончил кандидатом в 1884 году; ученик К. Н. Бестужева-Рюмина. Во время обучения изучал памятники народной словесности, летописи и написал две статьи: «Преобладание нравственного элемента над политическим в народной поэзии» и «Применение сравнительного метода к изучению древнерусских летописей». Был оставлен при университете для подготовки к профессорскому званию. Занимался исследованием летописи Великого Новгорода.
В 1884 году в ЖМНП была напечатана 1-я часть магистерской диссертации «О первоначальной летописи Великого Новгорода», в конце 1885 года в «Летописи занятий Археографической комиссии» — 2-я часть: «О древнейшем летописном своде Новгорода Великого». Осенью 1887 года поступил преподавателем истории в Императорское училище правоведения. В «Известиях Московского общества истории и древностей российских» в конце 1887 года была напечатана 3-я часть его диссертации «О Российской истории В. Н. Татищева как источнике о русской истории». В диссертации он путём сравнения текстов различных летописных сводов попытался определить структуру и содержание Новгородского летописного свода, известного как «Софийский временник». Выводы, сделанные Сениговым, имели неоднозначный, спорный характер, из-за чего работа часто критиковалась многими историками, в частности С. Ф. Платоновым. По этой причине к защите диссертации в Санкт-Петербургском университете он не был допущен. В мае 1889 года магистерскую диссертацию «О новгородских летописях и Российской истории В. Н. Татищева» он защитил в Казанском университете, получив степень магистра русской истории.
В 1889—1903 гг., состоя приват-доцентом по кафедре русской истории в Санкт-Петербургском университете, И. П. Сенигов занимался в петербургских и московских архивах и книгохранилищах исследованием архивных документов, относящихся к истории земских учреждений в Московском государстве. Результатом этих работ стало сочинение «Памятники земской старины» (1903), издание первое в 1903 году, издание второе в 1918 году. Сенигов составил также «Коммерческий словарь» (1898) и ряд статей для детского и народного чтения.